# Fucellia boninensis
Fucellia boninensis är en tvåvingeart som beskrevs av John Otterbein Snyder 1965. Fucellia boninensis ingår i släktet Fucellia och familjen blomsterflugor. Inga underarter finns listade i Catalogue of Life.